# Túrós csusza

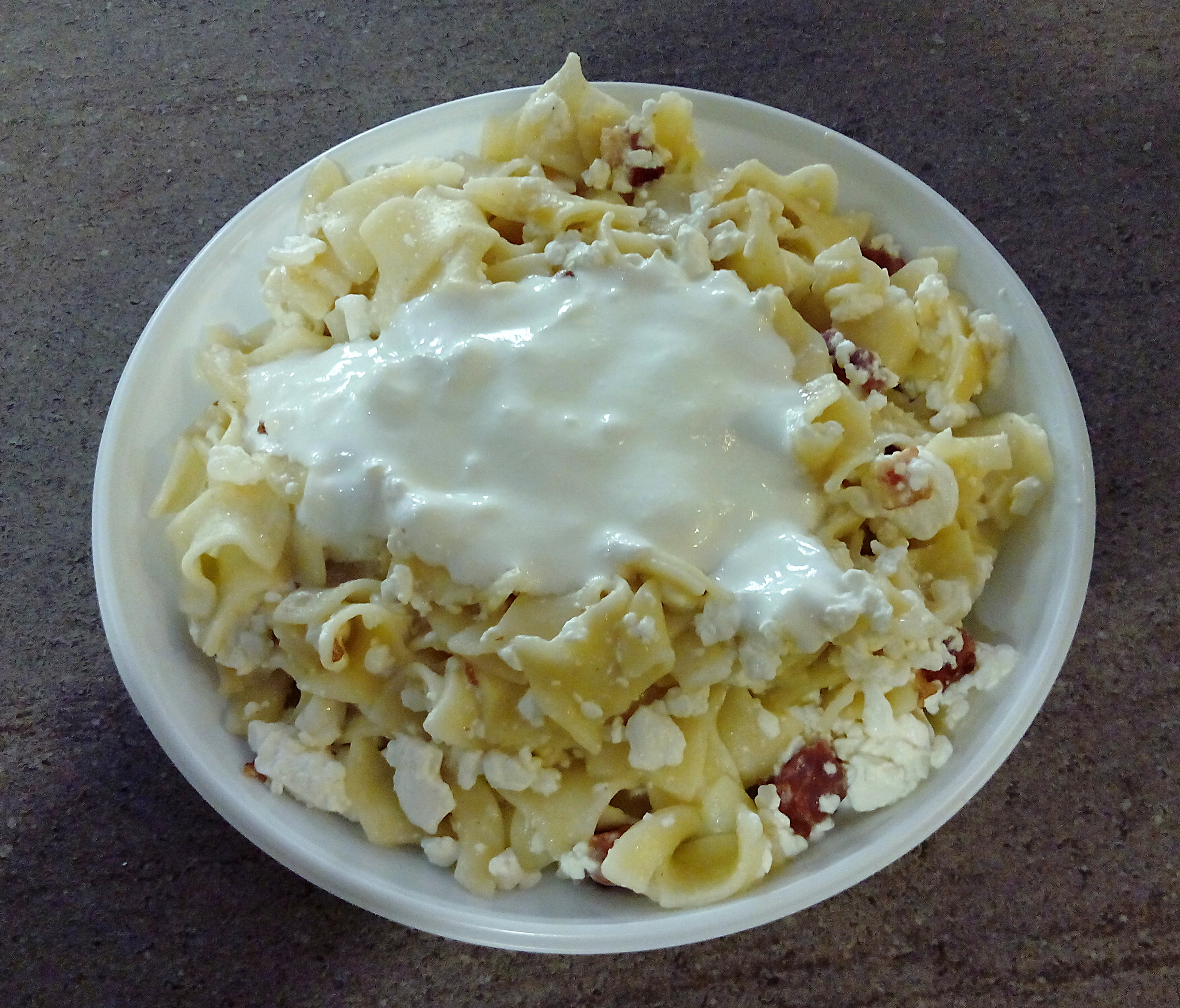
Túrós csusza.

Los túrós csusza son fideos húngaros con queso quark o cottage salados hechos con pequeños fideos o pasta casera.
Los fideos húngaros originales empleados para este plato se hacen con harina y huevo, mezclados en una masa y cortados a mano en trozos irregulares del tamaño de una uña de la mano que se cuecen en agua. En su lugar pueden emplearse espaguetis, fusilli o macaroni grandes de huevo.
Los fideos se cuecen en agua con sal y se escurren. Se mezclan con mantequilla, se salan ligeramente y se añade el queso desmenuzado (a menudo de cabra) y panceta troceada frita crujiente. Se cubren con una crema agria espesa especial húngara (tejföl) y se calientan el horno unos minutos antes de servir.